# 유니온 카바이드
유니온 카바이드(Union Carbide)는 다우 케미칼이 전적으로 소유한 미국의 화학 기업이다. 현재 직원 수는 2,400명 이상이다. 유니온 카바이드는 화학 물질과 폴리머를 생산한다. 일부는 고용량 일상품이며 그 밖에는 더 작은 시장의 요구를 충족하기 위한 특수제품이다. 다루는 시장 분야로는 페인트와 코팅, 포장, 유선 및 케이블, 가전제품, 개인 생활용품, 의약품, 자동차, 직물, 농산물, 기름과 가스이다. 이 기업은 과거에 다우 존스 산업평균지수에 속했다.
1917년 11월 1일, "Union Carbide and Carbon Corporation"이라는 사명으로 설립되었다.

## 같이 보기
- 바스프